# 皮奧里亞 (科羅拉多州)
皮奧里亞（英語：Peoria）是位於美國科羅拉多州阿拉帕霍縣的一個人口普查指定地區。

## 地理
皮奧里亞的座標為39°40′47″N 104°06′51″W / 39.67972°N 104.11417°W，而該地最高點為海拔高度1582米（即5190英尺）。

## 人口
根據2010年美國人口普查的數據，皮奧里亞的面積為35.62平方千米，當中陸地面積為35.53平方千米，而水域面積為0.09平方千米。當地共有人口163人，而人口密度為每平方千米4人。